# Pour les yeux de Taylor
Pour les yeux de Taylor (Accidentally in Love) est un téléfilm américain réalisé par David Burton Morris et diffusé le 12 février 2011 sur Hallmark Channel.

## Synopsis
Eddie est comédien. Il joue le rôle de Mulliman le lapin, la star d'une émission de jeunesse, mais il rêve d'une vraie carrière au cinéma. À la faveur d'un accrochage en voiture, il rencontre Annie, serveuse et mère célibataire de Taylor, 6 ans, dont la vue ne cesse de baisser. Peu à peu, Eddie tombe sous le charme d'Annie.

## Fiche technique
- Titre original : Accidentally in Love
- Réalisation : David Burton Morris
- Scénario : Peter Facinelli et Charles T. Daniels
- Photographie : James W. Wrenn
- Musique : Ray Harman
- Durée : 85 minutes
- Pays :  États-Unis

## Distribution
- Jennie Garth (VF : Barbara Tissier) : Annie Baker
- Ethan Erickson (VF : Guillaume Lebon) : Eddie Avedon
- Fred Willard (VF : Patrick Préjean) : Dick
- Marilu Henner (VF : Françoise Cadol) : Carol
- Dannika Northcott : Taylor Baker
- Adam Karelin : Kenny
- Zack Ward (VF : Laurent Morteau) : Scott Dunbar
- Michael Patrick McGill : le sergent Costrow
- Patrice Jennings : Wendy
- Todd Babcock (VF : Guillaume Orsat) : Jeffrey
- Tom Everett (VF : Guy Chapellier) : Graham Bennett
- Milt Kogan : Mickey
- Matthew Moy : Adam
- Cliff Kessler : le serveur
- Camilla Luddington : Sandra

 Source et légende : version française (VF) sur RS Doublage et selon le carton de doublage télévisuel.